# Utica (Ohio)
Utica – wieś w Stanach Zjednoczonych, w stanie Ohio, w hrabstwie Licking.